# T-Coffee
En bioinformática, T-Coffee (del inglés Tree-based Consistency Objective Function For alignment Evaluation; en español: función objetivo de coherencia basada en árbol para evaluación de alineamientos) es un software para el alineamiento múltiple de secuencias, utilizando un enfoque progresivo.
Este software está basado en métodos de consistencia, es decir, que sea capaz de generar alineamientos múltiples que representen con la mayor fidelidad el alineamiento de las secuencias por parejas. Genera una biblioteca de alineamientos de pares para guiar el alineamiento múltiple de secuencias.  Puede combinar, también, alineamientos múltiples obtenidos previamente y, en las últimas versiones, puede usar información estructural de archivos PDB (3D-Coffee).  Tiene características avanzadas para evaluar la calidad de los alineamientos, así como algunas capacidades para identificar la ocurrencia de motivos (Mocca).  Por defecto, el alineamiento lo produce en el formato "aln" de Clustal, aunque también puede generar formatos PIR, MSF y FASTA. Soporta formatos FASTA y PIR para datos de partida.

## Comparación con otros softwares de alineamiento
El formato que T-Coffee denomina "Clustal" es lo bastante diferente del formato de salida de ClustalW/X como para que muchos programas que soportan el formato de Clustal no puedan leerlo;  afortunadamente, ClustalX puede importar salidas de T-Coffee, por lo que una sencilla solución para este punto en cuestión es importar la salida de T-Coffee en ClustalX y re-exportarla.[cita requerida]

## Extensiones
- M-Coffee: un modo especial de T-Coffee que permite combinar el resultado de múltiples paquetes de alineamiento múltiple de secuencias (Muscle, ClustalW, Mafft, ProbCons, etc.). Los alineamientos resultantes son ligeramente mejores que si se realizasen por separado; más importante, el programa indica las regiones de alineamiento donde los diferentes paquetes concuerdan. Las regiones con un alto grado de homología normalmente alinean satisfactoriamente.[2]
- Expresso y 3D-Coffee: estas herramientas permiten combinar secuencias y estructuras en un alineamiento. Los alineamientos basados en estructuras pueden realizarse mediante los alineadores más comunes, tales como TMalign, Mustang y SAP.[3][4][5][6]
- R-Coffee: modo especial de T-Coffee para alineamiento de secuencias de ARN, utilizando información de estructuras secundarias.[7][8]
- PSI-Coffee: alineamiento de proteínas escasamente relacionadas mediante extensión de homología (lento y preciso).[9][10]
- TM-Coffee: alineamiento de proteínas transmembrana mediante extensión de homología.[11]
- Pro-Coffee: alineamiento de regiones homólogas de proteínas.[12]
- Accurate: permite combinar automáticamente los modos más precisos para ADN, ARN y proteínas (experimental).[13]
- Combine: combina dos o más alineamientos múltiples de secuencias en un solo alineamiento.[1][9]